# Apistogramma cacatuoides
Apistogramma cacatuoides là một loài cá cảnh trong họ Cá hoàng đế. Chúng thường được biết đến dưới tên cá rô lùn hay cá cockatoo thông thường. Không giống như nhiều loài Apistogramma khác, A. cacatuoides không bị đe dọa tuyệt chủng, vì nó được nuôi rộng rãi trong điều kiện nuôi nhốt phục vụ cho thị trường cá cảnh.

## Đặc điểm
Cá được tìm thấy ở lưu vực sông Amazon, trong các nhánh của sông Ucayali, Amazon và Solimões từ sông Pachitea, Tabatinga ở Peru và Colombia, nơi nó sống ở suối cạn nhỏ hoặc vùng nước đầm phá trong rừng mưa. Các cá thích hợp ở một nhiệt độ nước từ 24 đến 28 °C. Các con đực đạt đến một chiều dài cơ thể khoảng 8 cm. Các con cái thì nhỏ hơn đáng kể, chỉ đạt 5 cm. Hình dạng cơ thể chúng dài và chiều cao trung bình và miệng là khá lớn với đôi môi dày. Con đực nhiều màu sắc hơn so với con cái, thường là với màu đỏ/cam ở lưng và vây đuôi, vây bụng rõ ràng. 